# Schreckensteinia festaliella
Schreckensteinia festaliella – gatunek motyli z podrzędu Glossata i rodziny Schreckensteiniidae.
Gatunek ten opisany został w 1819 roku przez Jacoba Hübnera pod nazwą Tinea festaliella.
Motyle o ciele pokrytym szarobrunatnymi, błyszczącymi łuskami. Przednie skrzydła o rozpiętości od 11 do 14 mm są szarożółte z ciemnobrunatnymi smugami poprzecznymi, a ich strzępina przechodzi od szarożółtej u nasady do ciemnobrunatnej na wierzchołku. Brunatnej barwy tylne skrzydła mają jaśniejszą strzępinę.
Zielone gąsienice szkieletują liście maliny właściwej, a rzadziej też innych gatunków z rodzaju Rubus.
Owad notowany z prawie całej Europy i Ameryki Północnej. W Polsce wyprowadza dwa pokolenia rocznie.